# Штефан Августин (адвокат)
Августин Штефан (нар. 25 травня 1877, с.Ботар — пом. 1944, Рахів) — адвокат, закарпатський політичний діяч, спершу проугорської, потім прочеської орієнтації.

## Життєпис
1918 року був головою директорії автономної «Руської Країни» в рамках Угорщини. 1919 року призначено народним комісаром Закарпаття за угорського комуністичного уряду.
У 1925—1929 роках — посол до чехо-словацького парламенту від аграрної партії. Підтримував «русинський» напрям.